# Aartsbisdom Paderborn
Het aartsbisdom Paderborn (Duits: Erzbistum Paderborn; Latijn: Archidioecesis Paderbornensis) is een rooms-katholiek aartsbisdom dat delen van de deelstaten Noordrijn-Westfalen, Hessen en Nedersaksen omvat.
Het bisdom Paderborn is in 799 door paus Leo III en de Frankische koning Karel de Grote opgericht.

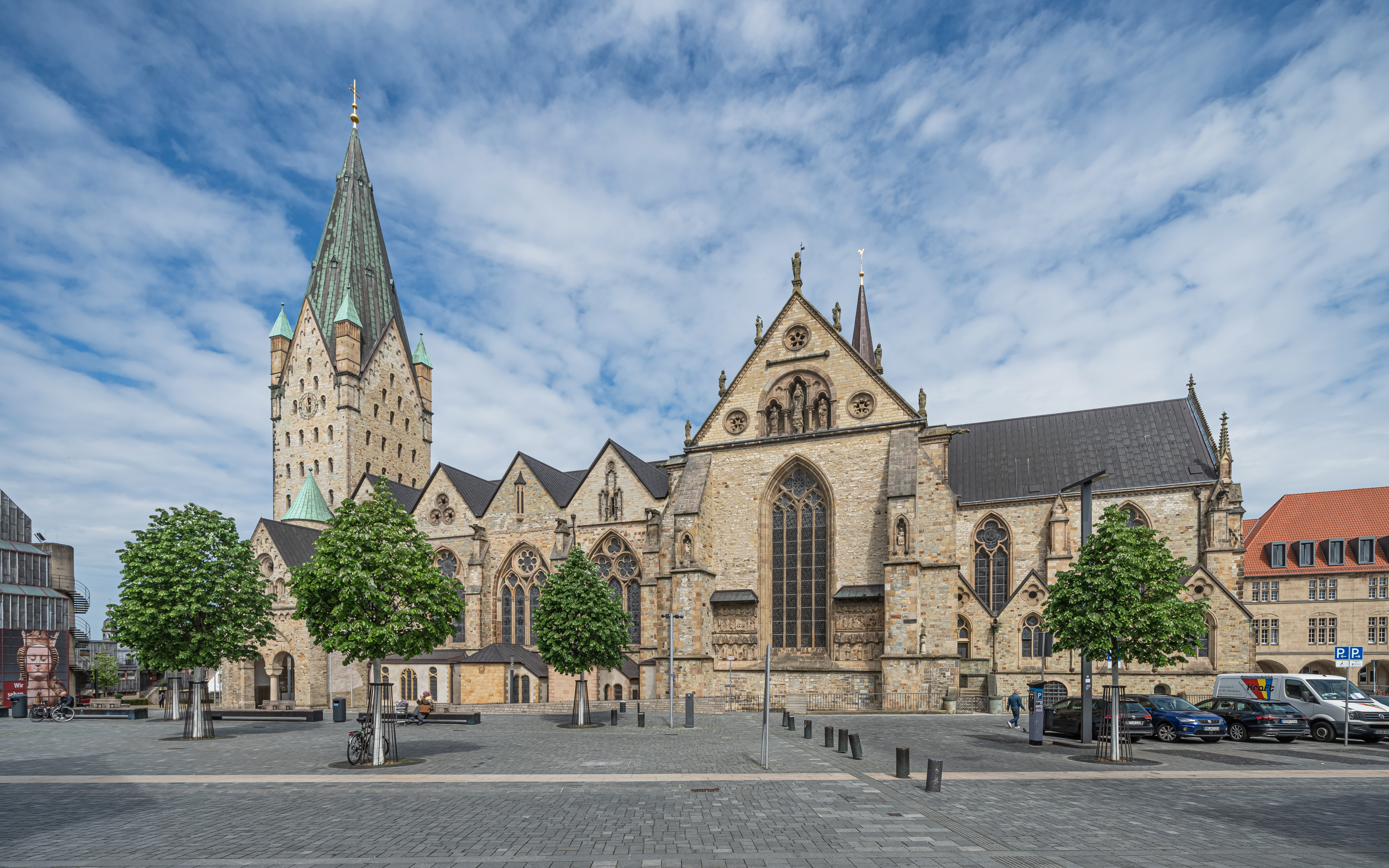
Dom van Paderborn

## Kerkprovincie
De aartsbisschop van Paderborn is metropoliet van de kerkprovincie met de volgende bisdommen:
- bisdom Erfurt
- bisdom Fulda
- bisdom Maagdenburg